# Japantown
Japantown (deutsch Japanstadt oder japanische Stadt) ist ein gebräuchlicher Name für ein Stadtviertel außerhalb Japans, in dem eine große Anzahl von Menschen japanischer Abstammung lebt. Insbesondere für Metropolen in den Vereinigten Staaten und Kanada wird dieser Begriff benutzt, aber auch außerhalb der anglophonen Länder. Japantowns lassen sich in ihrer Struktur mit Chinatowns bzw. Koreatowns vergleichen.
Des Weiteren werden Japantowns auch als Little Tokyo, Nihonmachi oder als J-Town bezeichnet.

## Vereinigte Staaten
„Little Tōkyō“ ist das soziale, kulturelle und ökonomische Zentrum der japanisch-amerikanischen Gesellschaft in Los Angeles. Die Ursprünge von „Little Tōkyō“ gehen auf 1885 zurück, als ein ehemaliger Matrose aus Japan ein kleines Restaurant eröffnete. Die kleine Ecke in der Unterstadt von Los Angeles wurde bald Heimat für eine Reihe von Läden, Restaurants und Gebetsstätten – Schreinen.
„Little Tōkyōs“ Bedeutung liegt in seiner Tradition und symbolischer Bedeutung als Zentrum der japanisch-amerikanischen Kultur. Die Gegend ist ein Zentrum für gesellschaftliche Aktivitäten für Anwohner und für Besucher von Los Angeles. „Little Tōkyōs“ wurde baulich in den 1970er und 1980er Jahren überholt, und zwar mit Hilfe von Investitionen japanischer Unternehmen.
Auch San Francisco besitzt eine Japantown.

## Kanada
In Kanada befindet sich die größte Japantown in Vancouver. Dort leben knapp 40.000 Japaner und damit rund 31 % der japanischen Bevölkerung in Kanada (Stand: 2016).

## Deutschland
In Deutschland befindet sich eine Japantown in der nordrhein-westfälischen Landeshauptstadt Düsseldorf. Deren Zentrum bildet die Immermannstraße. Fast jeder fünfte Japaner in Deutschland lebt in den linksrheinischen Stadtteilen Ober- und Niederkassel westlich des Rheins. Die Düsseldorfer Japantown wird umgangssprachlich Nippon am Rhein genannt. Düsseldorf hat über 8400 Einwohner japanischer Herkunft und etwa 410 japanische Unternehmen. Die Japaner in Düsseldorf bilden die größte japanische Gemeinde Deutschlands und die einzige Japantown in Deutschland.

## Brasilien
Liberdade ist eine Japantown in der brasilianischen Metropole São Paulo. Sie gilt als die weltweit größte japanische Gemeinde außerhalb Japans.  Im gesamten Bundesstaat São Paulo leben mehr als eine Million Japaner bzw. Personen mit japanischer Abstammung (Stand: 2008).